# Dapo (socken)
Dapo är en socken i Kina. Den ligger i provinsen Yunnan, i den sydvästra delen av landet, omkring 120 kilometer nordost om provinshuvudstaden Kunming. Antalet invånare är 46 737. Befolkningen består av 22 645 kvinnor och 24 092 män. Barn under 15 år utgör 22,0 %, vuxna 15-64 år 69 %, och äldre över 65 år 8,0 %.
Genomsnittlig årsnederbörd är 1 055 millimeter. Den regnigaste månaden är juni, med i genomsnitt 238 mm nederbörd, och den torraste är januari, med 11 mm nederbörd.